# Dajana Čuljak
Dajana Čuljak (Pleternica, 1991.) je hrvatska kazališna, filmska i televizijska glumica.
Podrijetlom je iz Pleternice pokraj Požege. Završila je gimnaziju u Požegi. Glumila je u srednjoškolskoj kazališnoj družini. Diplomirala je na Akademiji dramske umjetnosti u Zagrebu, na koju se upisala u prvom pokušaju. Do sada je imala najznačanije uloge u tinejdžerskoj seriji "Nemoj nikome reći" i TV-seriji "Novine" te kazališni proboj u "Živjet ćemo bolje" u režiji Senke Bulić, za što je i nagrađena na 40. Danima satire Fadila Hadžića. Snimila je nekoliko reklama.

## Filmografija

### Filmske uloge
- "Poklon predsjednika Nixona" kao tajnica (2014.)
- "ZG80" kao Filipova djevojka Ana (2016.)
- "Partenza" (kratki film) (2017.)
- "Lutka" (kratki film) (2017.)
- "Pripravnici" (kratki film) kao Sara (2017.)
- "Otac" (kratki film) kao policajka (2018.)
- "Još jedan odlazak" (kratki film) (2019.)
- "Krhko" (kratki film) kao glumica (2019.)

### Televizijske uloge
- "Granice zločina" kao Clara Savio (2015.)
- "Nemoj nikome reći" kao Tijana Božić (2015. – 2017.)
- "Novine" kao Hana Mašić (2016. – 2020.)
- "Čuvar dvorca" kao Lidija (2017.)
- "Ko te šiša" kao Karolina (2017.)
- "Žigosani u reketu" kao Una (2018.-2019.)
- "Kad susjedi polude" kao Mirela Čajkušić (2018.)
- "Slonko" kao pjevačica (2020.)
- "Minus i plus" kao Tanja (2021.)
- "Kumovi" kao Lucina prijateljica Ivana (2022.)
- "Gora" kao Tea (2023.)
- "Sjene prošlosti" kao Paula Lončar (2024.)

### Sinkronizacija
- "Patke za nemoguće zadatke" kao Erica (2017.)
- "Dugi iz kamenog doba" kao Goona (2018.)
- "Stopalići" kao jeti Kolka (2018.)
- "Lego Film 2" kao Lucy Wyldstyle (2019.)
- "Čudesni park" kao busni vodič Shannon (2019.)
- "Tabaluga" kao princeza Lili (2019.)
- "Princeza Ema" kao Ema (2019.)
- "Tom i Jerry Show" kao Ginger i Toodles (2020. – 2021.)
- "Tom i Jerry" kao Kayla Forester (2021.)
- "Cvrčak i Mravica" kao Entuzijastična (2023.)

## Vanjske poveznice
- Kazališne uloge Dajane Čuljak
- Dajana Čuljak u internetskoj bazi filmova IMDb-u (engl.)